# Distrito do Vogelsberg
O Distrito do Vogelsberg (em alemão:  Vogelsbergkreis) é um distrito da Alemanha, na região administrativa de Gießen, estado de Hessen.

## Cidades e Municípios
- Cidades:

1. Alsfeld
2. Grebenau
3. Herbstein
4. Homberg (Ohm)
5. Kirtorf
6. Lauterbach
7. Romrod
8. Schlitz
9. Schotten
10. Ulrichstein

- Municípios:

1. Antrifttal
2. Feldatal
3. Freiensteinau
4. Gemünden (Felda)
5. Grebenhain
6. Lautertal (Vogelsberg)
7. Mücke
8. Schwalmtal
9. Wartenberg